# Boos von Waldeck

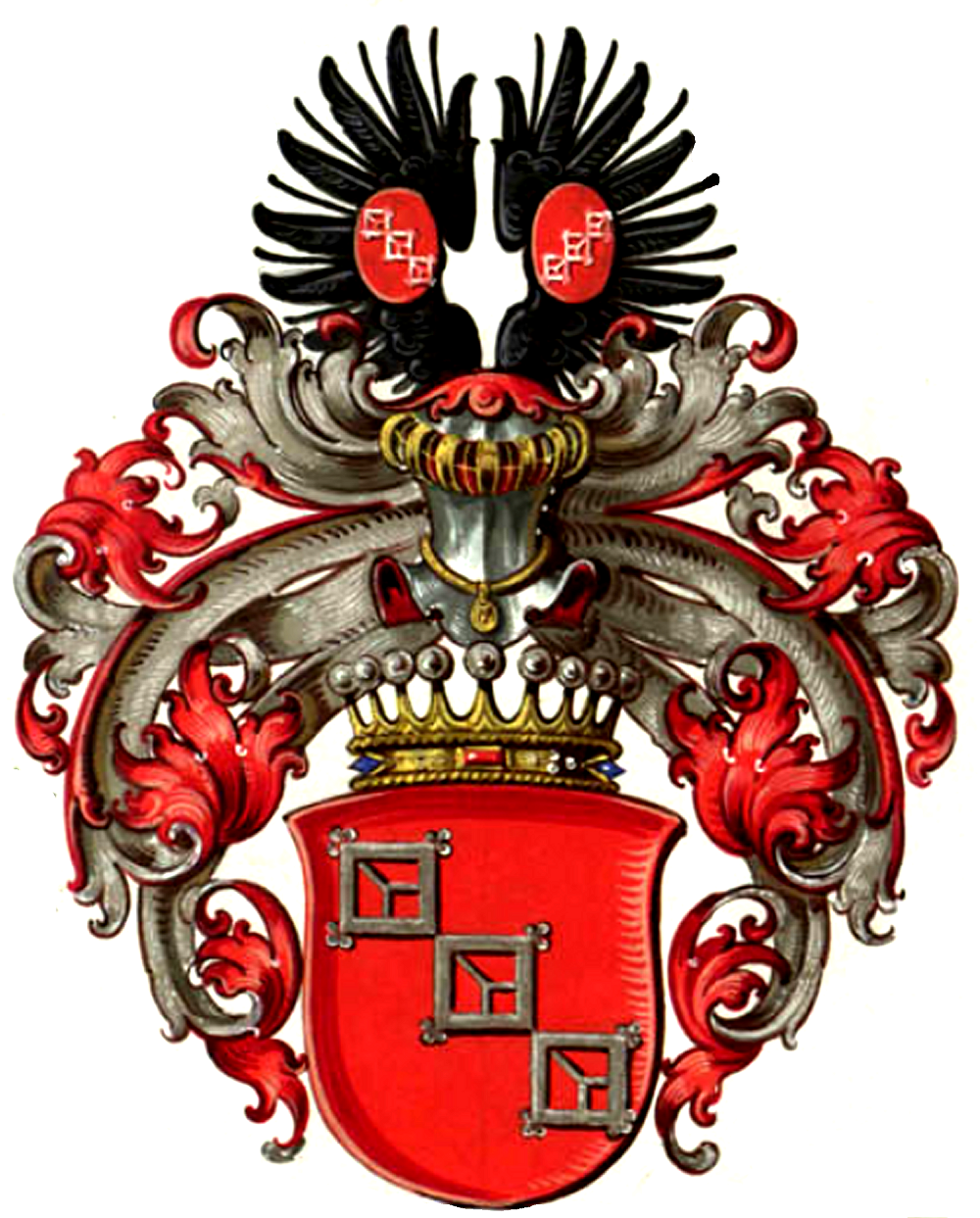
Wappen der Grafen Boos von Waldeck

Boos von Waldeck ist ein altes rheinisches Ministerialengeschlecht mit Stammsitz auf der Burg Waldeck im heutigen Rhein-Hunsrück-Kreis. Die reichsfreie Herrschaft Waldeck auf dem Linken Rheinufer wurde durch französische Revolutionstruppen 1794 beschlagnahmt. Die Familie zog sich auf Besitzungen am Rechten Rheinufer zurück und erwarb Güter in Böhmen und Österreich.

## Geschichte

### Rheinland

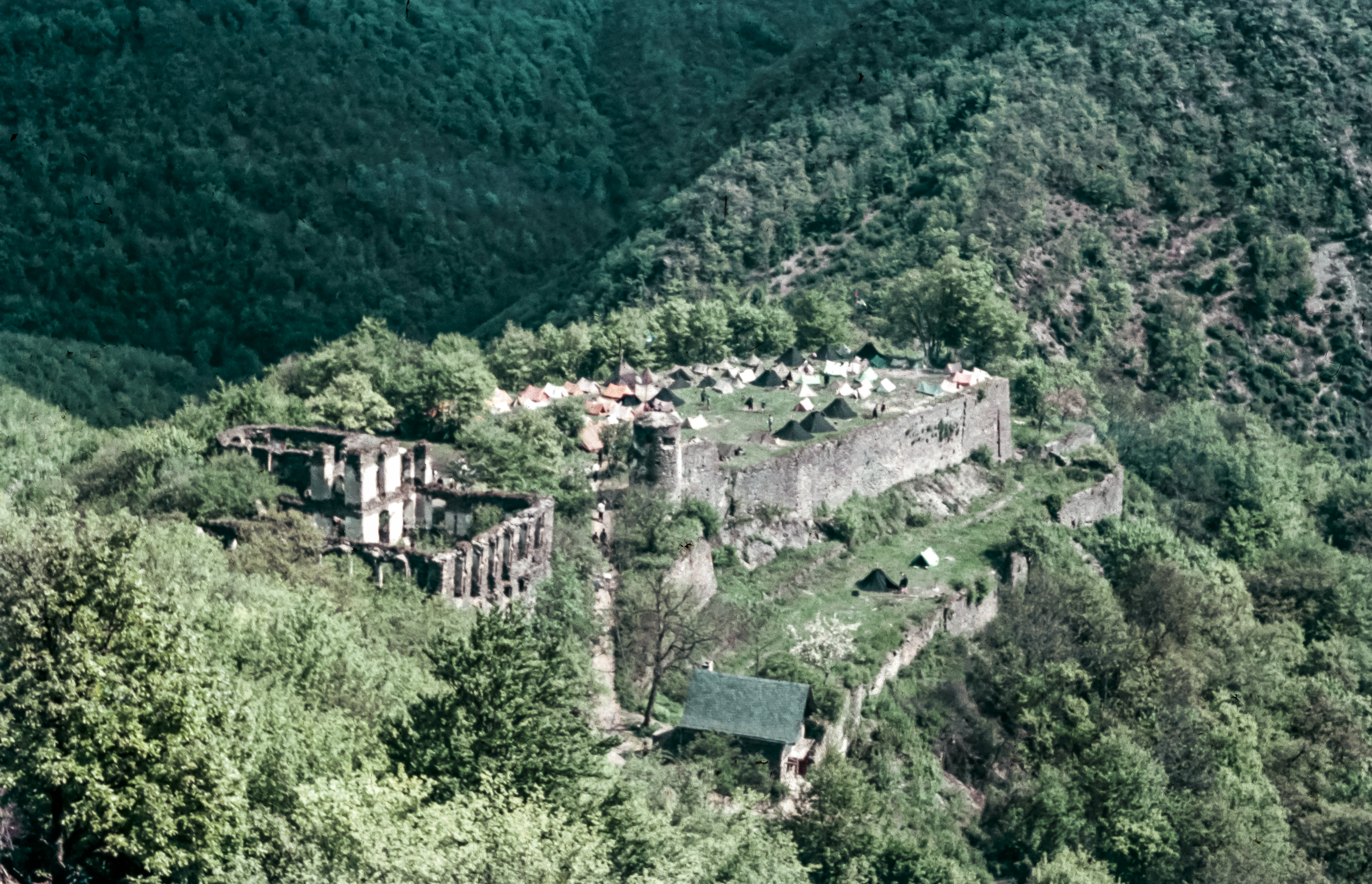
Burg Waldeck (Hunsrück)

Die erste Erwähnung eines „von Waldeck“, der mit der Hunsrücker Burg dieses Namens in Zusammenhang gebracht werden kann, ist von 1189 und nennt einen Anselm vom Waldeck. Die Boos von Waldeck erscheinen zuerst mit Bosso von Waldeck, der am 25. März 1243 gemeinsam mit den Rittern Heribert, Udo und Winand von Waldeck die Ganerbenburg Waldeck dem Kölner Erzbischof Konrad von Hochstaden für 200 Mark kölnische Denare zum Lehen auftrug, im Zusammenhang eines Vergleichs und umfangreichen Gütertausches zwischen Kurköln und den Pfalzgrafen bei Rhein.
Die Familie der Boos von Waldeck war eine der drei Familienstämme, die sich nach Burg Waldeck nannten und als Ganerben dort wohnten. Die beiden anderen waren die sogenannte Winandsche und die Rudolfsche Linie, benannt nach den Leitnamen der Familie. Das von ihr beherrschte Gebiet stand unter dem Oberlehen der Erzbischöfe von Köln, gelangte aber als Unterlehen zeitweise auch an die Pfalzgrafen, die Erzbischöfe von Trier und die Grafen von Sponheim, in deren Dienste Mitglieder der Familie als Lehensträger und Amtmänner traten. Angehörige aller drei Linien waren 1331 an der Eltzer Fehde gegen Erzbischof Balduin von Luxemburg beteiligt, zusammen mit den Gemeinen der Burgen Schöneck, Ehrenburg und Eltz. Nach ihrer Niederlage und dem Friedensschluss wurden die vier Burgen von Kurtrier lehnsabhängig, Waldeck aber nur bis kurz nach dem Tod des Kurfürsten Balduin.
Die Rudolfsche Linie starb bereits um 1370 aus, die Winandsche um 1400. Die Boos von Waldeck konnten jeweils Teile des Besitzes der ausgestorbenen Familienzweige an sich bringen. 1398 nahm Pfalzgraf Ruprecht, der spätere römisch-deutsche König, die Burg ein.

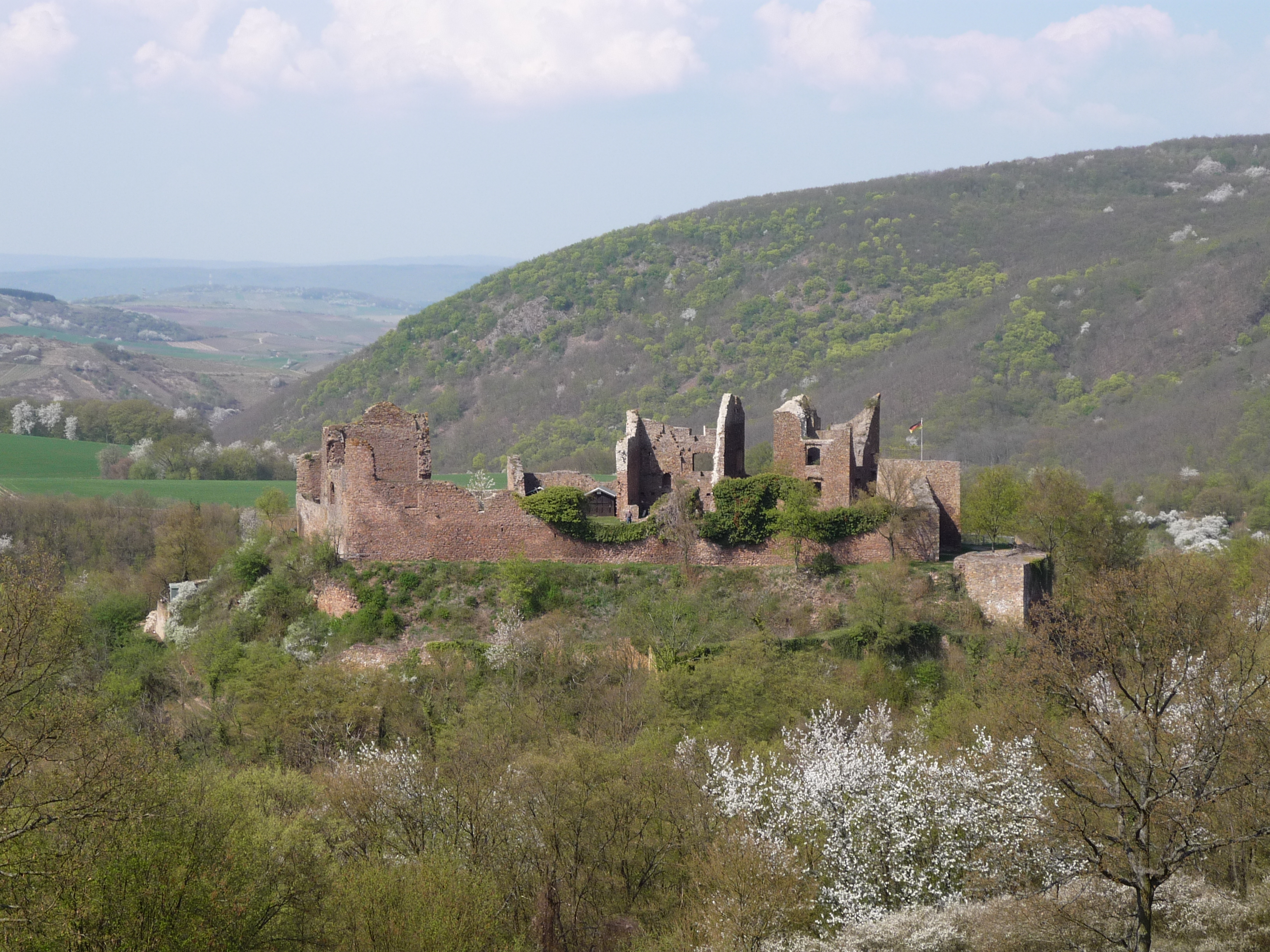
Burg Montfort (Pfalz)

Durch die Heirat von Johann IV. mit Else von Montfort gelangten Ende des 14. Jahrhunderts auch Anteile an der Burg und Herrschaft Montfort an der Nahe in den Besitz der Familie. Diese war ebenfalls eine Ganerbenburg, die aber 1456 wegen des Raubrittertums einiger ihrer Bewohner durch Truppen des Mainzer Erzbischofs und des Pfälzer Kurfürsten Friedrich I. erobert und zerstört wurde. 1480 erhielt Simon Boos von Waldeck die Burg als Erblehen, mit der Erlaubnis sie wieder aufzubauen, was aber wohl nur zur Wiedererrichtung eines einzelnen Wohnturms auf der Ruine führte. Seitdem nannte die Familie sich Boos von Waldeck und Montfort.
Die Herrschaft Waldeck war spätestens ab dem 16. Jahrhundert reichsunmittelbar, konnte also die Lehnsbindung zu den Trierer und Kölner Erzbischöfen, den Pfalzgrafen und den Grafen von Sponheim abschütteln, wodurch die Boos den Status freier Reichsritter erlangten. Die Herrschaft umfasste neben der Burg die Dörfer Dorweiler, Mannebach und Korweiler sowie die Wüstung Hausen bei Beltheim. Trotz der Zugehörigkeit zur Herrschaft Waldeck galten deren Einwohner zumindest teilweise aber als „Willibrordskinder“, d. h. als ursprünglich zu einem Lehen der Reichsabtei Echternach (mit der Basilika St. Willibrord) gehörig. Aus dieser mehrfachen Erbuntertänigkeit erwuchsen in der Frühen Neuzeit immer wieder Unstimmigkeiten mit den Herren Boos von Waldeck, die zu Konflikten und Vergleichen bis hin zum Reichskammergericht führten. Die genauen Besitzverhältnisse und Zuständigkeiten dieser Zeit sind bis heute ungeklärt.
Die Burg Waldeck wurde 1689 im Zuge des Pfälzischen Erbfolgekriegs von französischen Truppen niedergebrannt und zerstört, auf den Ruinen Mitte des 18. Jahrhunderts aber ein Jagdschloss errichtet. Die Herrschaft bestand rechtlich bis zum Frieden von Lunéville (1801), faktisch allerdings nur bis zur Besetzung des Linken Rheinufers durch französische Revolutionstruppen im Jahre 1794. Die Burganlage wurde während der Franzosenzeit (1794 bis 1814 war das linke Rheinufer besetzt) von der Ersten Französischen Republik enteignet und 1813 von der französischen Verwaltung versteigert.
Die 1790 in den Grafenstand erhobene Familie zog sich nach dem Verlust ihrer linksrheinischen Besitzungen zurück auf ihr durch Heirat 1753 erworbenes Schloss Sayn auf dem rechten Rheinufer, das 1848 verkauft wurde.

### Österreich und Böhmen
Die Familie teilte sich nun in die ältere, österreichische Linie (Raabs) und die jüngere, böhmische Linie (Wosseletz).
Reichsgraf Philipp Boos von Waldeck und Montfort (1831–1917) aus der älteren Linie erwarb 1888 die Burg Raabs an der Thaya in Niederösterreich, die jedoch nur bis 1912 gehalten wurde. Hugo (1869–1945) kaufte stattdessen 1912 das Schloss Rif im Salzburger Land und heiratete Julie Gräfin Hunyady; der Sohn Philipp (1896–1968) verkaufte Rif und hinterließ zwei Töchter, sein Bruder Alexander (1874–1924)  drei Töchter, womit diese Linie endete.
Alexander Boos zu Waldeck und Montfort fuhr am 28. Juni 1914 mit seinem Auto direkt hinter dem Wagen des österreichischen Thronfolgers Franz Ferdinand und wurde beim 1. Attentatsversuch auch verwundet.
1808 erwarb Clemens Wenzel Graf von Boos zu Waldeck und Montfort (1773–1842) aus der jüngeren Linie das böhmische Schloss Wosseletz mit zugehöriger Herrschaft im Pilsener Bezirk. Der Sohn Franz Anton (1802–1887) erbte es 1832 und vereinigte die Besitztümer Wosseletz und Laschan Desfours (bei Chanovice).
Sohn Victor von Boos zu Waldeck (1840–1916) erbte 1887 Wosseletz; er verkaufte im selben Jahr das Gut und Schloss in Smolivec. In den 1890er Jahren machte er Schloss Wosseletz zu einer Stätte der Literatur und Musik. 1910 hatte der zum Schloss gehörende Grundbesitz eine Fläche von 912 Hektar. Nach dem Zweiten Weltkrieg wurde der Besitz der Grafen Boos zu Waldeck, die bis 1948 im Schloss lebten, infolge des Februarumsturzes von der Tschechoslowakei konfisziert. Ebenso wurde Schloss Vizovice (Wisowitz) konfisziert, das durch die Heirat von Victors Sohn Viktor (1871–1973) mit Marietta von Stillfried und Rathenitz (1890–1968) erworben worden war. Deren erster Sohn Rudolf (1925–1945) fiel, während der zweite, Franz (1926–2005), sich nach dem 2. Weltkrieg in Österreich eine neue Existenz aufbaute. Er heiratete 1958 Louise Zernatto (1930–2005) und setzte die Familie mit 3 Kindern fort: Elisabeth (1960) Stephan (1961) und Georg (1963). Nachkommen von Stephan sind Gregor (1993) und Sophie (1995) und von Georg, Christina (1992) und Andrea (1994).

## Adelserhebungen
- Böhmischer Alter Herrenstand  mit Wappenbesserung und Inkolat am 10. September 1698 in Ebersdorf für Johann Booß von Waldeckh zu Monfurth.
- Reichs- und bayerischer Grafenstand durch Kurfürst Karl Theodor von Pfalzbayern als Reichsverweser am 29. Mai 1790 in München für Ludwig Joseph Wilhelm Freiherr von Boos zu Waldeck, kurtrierischer Obermarschall (Oberstallmeister) und kurpfälzischer Oberamtmann in Simmern.
- Immatrikulation (Einschreibung) im Königreich Bayern bei der Grafenklasse am 29. März 1821 und böhmisches Inkolat am 19. November 1842 für Clemens Graf von Boos zu Waldeck, vormals kurfürstlich trierischer Kämmerer.

## Wappen (1790)
In Rot drei schrägrechts übereinander gestellte rautenförmige silberne Sporenschnallen ohne Dorn. Auf dem Helm mit rot-silbernen Decken ein geschlossener schwarzer Flug, belegt mit rotem Rundschild, darin das Schildbild.

## Die Sage wie Ritter Boos von Waldeck Hüffelsheim an der Nahe zugesprochen bekam
Ritter Boos von Waldeck war mit anderen Rittern Gast auf Schloss Stein im Nahetal. Es wurde viel getrunken und gelacht. Aus der guten Laune heraus ließ der Rheingraf den Knappen einen großen Stiefel holen, den ein Kurier bei ihm auf dem Schloss vergessen hatte. Er forderte die Gäste heraus: Wer den Nahewein zu schätzen weiß, wird es schaffen den Stiefel voll Wein in einem Zuge zu leeren. Und wer es schafft soll Hüffelsheim mit Erbrecht zugesprochen bekommen. Während die Ritter lachten, weil sie glaubten es sei ein Scherz, ergriff Ritter Boos von Waldeck den Stiefel und trank ihn in einem Zuge leer. Bezüglich des Endes gibt es zwei verschiedene Varianten. In der einen Variante sank der Ritter mit den Woren:"Es war für meine Lieben." nieder und wachte nicht mehr auf. In einer anderen Variante erholte er sich recht schnell und forderte nach dem zweiten Stiefel, um sich auch die Rechte für Roxheim zu ertrinken. Doch ein zweiter Stiefel wurde nicht gefunden.
Zu dieser Sage gibt es auch ein Gedicht (Dichter unbekannt):
Der Trunk aus dem Stiefel
Da droben saßen sie allzumal / und zechten im alten Rittersaal; / die Fackeln glänzten herab vom Stein / und schimmerten weit in die Nacht hinein.
Es sprach der Rheingraf: "Ein Kurier / ließ jüngst mir diesen Stiefel hier; / wer ihn mit einem Zug wird leeren, / dem soll Dorf Hüffelsheim gehören."
Und lachend goß er mit eigner Hand / voll Wein den Stiefel bis an den Rand / und hob ihn mitten wohl in den Kreis: / "Wohlan ihr Herren, ihr kennt den Preis!"
Johann von Sponheim hielt sich in Ruh' / und wünschte dem Nachbarn Glück dazu / und dieser, Meinhart war's von Dhaun / zog scheu zusammen die dunkeln Braun.
Verlegen den Bart sich Flörsheim strich / und Kunz von Stromberg schüttelte sich / und selbst der mutige Burgkaplan / sah den Koloß mit Schrecken an.
Doch Boos von Waldeck rief von fern: / "Mir her das Schlückchen!? zum Wohl ihr Herrn!" / Und schwenkte den Stiefel und trank ihn leer / und warf sich zurück in den Sessel schwer
und sprach: "Herr Rheingraf, ließ der Kurier / nicht auch seinen zweiten Stiefel hier! / Weil ich in einer zweiten Wette / auch Roxheim gern verdient mir hätte."
Des lachten sie alle und prießen den Boos / und schätzten ihn glücklich als bodenlos; /  doch Hüffelsheim mit Maus und Mann / gehörte dem Ritter Boos fortan.

## Besitz
- Burg Waldeck mit den Ortschaften Dorweiler, Korweiler und Mannebach (bis 1794)
- Burg Montfort mit dem Montforter Hof und den Ortschaften Hüffelsheim, Hundsbach und Lauschied (bis 1794)
- Ruine Rauschenburg (während der Eltzer Fehde 1331–1336 von Kurfürst Balduin als Trutzburg gegen die Waldecker und ihre Verbündeten errichtet; kam vom 15. Jahrhundert bis 1789 an die Familie, wurde aber wohl schon 1456 oder 1488 zerstört)
- Wasenbach im Rhein-Lahn-Kreis (ab 1704)
- Boos von Waldeckscher Hof in Meisenheim (vor 1400 erbaut, von 1422 bis 1806 im Besitz der Boos von Waldeck, die dort in Diensten der Herzöge von Pfalz-Zweibrücken standen)
- Hof der Herren Boos von Waldeck in Boppard
- Schenk von Schmittburg'scher Hof in Koblenz (1890 abgerissen)
- Schloss Sayn (1753 durch Heirat erworben, Anfang des 19. Jahrhunderts durch Erwerb der benachbarten Güter und Weinberge des Reichsfreiherren vom und zum Stein vergrößert; vom Landrat Graf Clemens Boos von Waldeck 1848 an Fürst Ludwig Adolph Friedrich zu Sayn-Wittgenstein-Ludwigsburg verkauft.)
- Schloss Oselce (deutsch Schloss Wosseletz), Tschechien (1808 bis zur Enteignung 1945; bis 1887 auch Schloss Smolivec)
- Burg Raabs an der Thaya in Niederösterreich (1888 bis 1912)
- Schloss Rif bei Hallein, Salzburger Land (1912 – ?)
- Schloss Vizovice (Wisowitz) in Tschechien (1924 durch die Heirat des Grafen Viktor Boos von Waldeck und Montfort mit Marietta von Stillfried und Rathenitz erworben und 1945 enteignet)

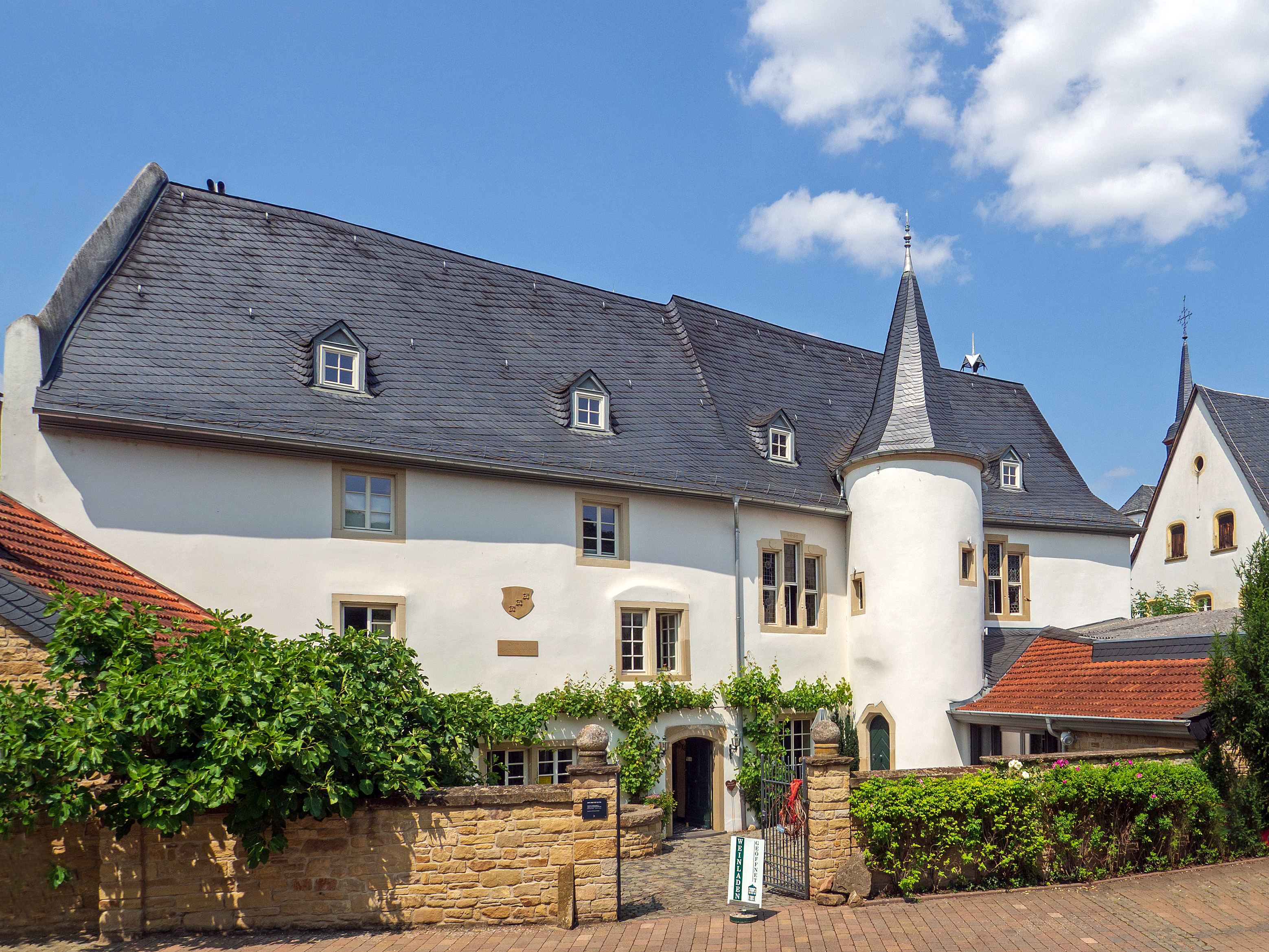
Boos von Waldeckscher Hof in Meisenheim
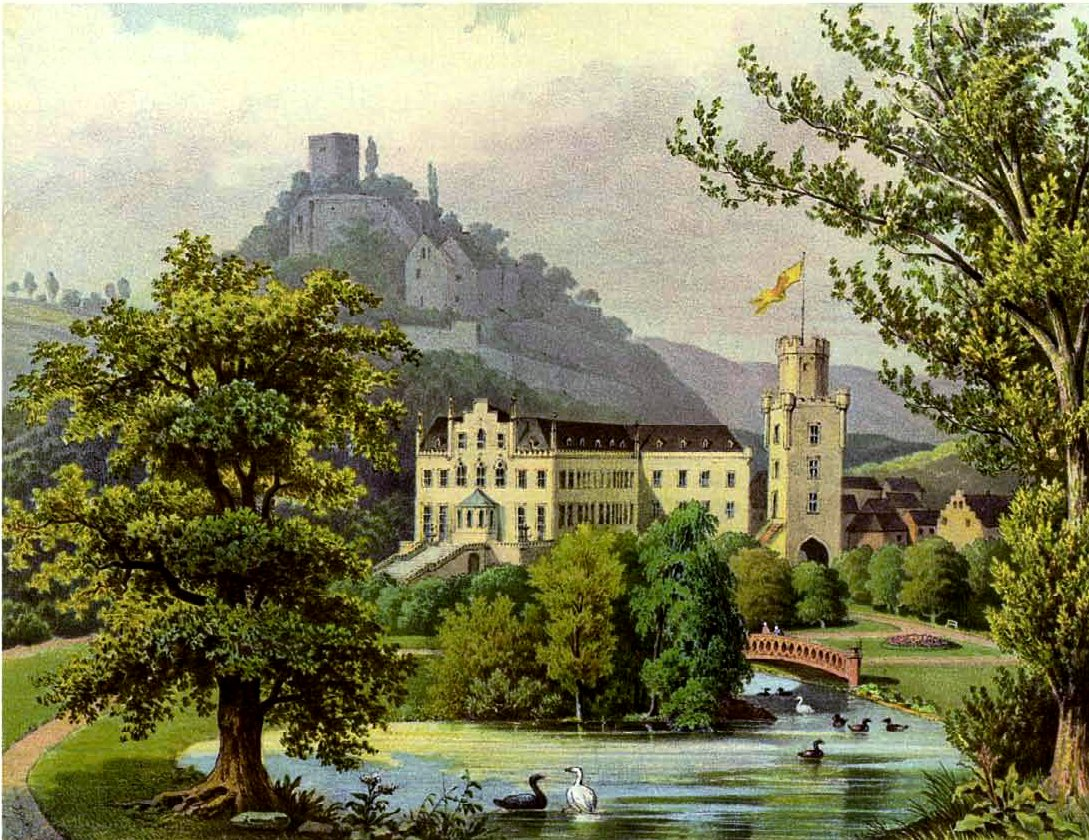
Schloss Sayn (um 1860)
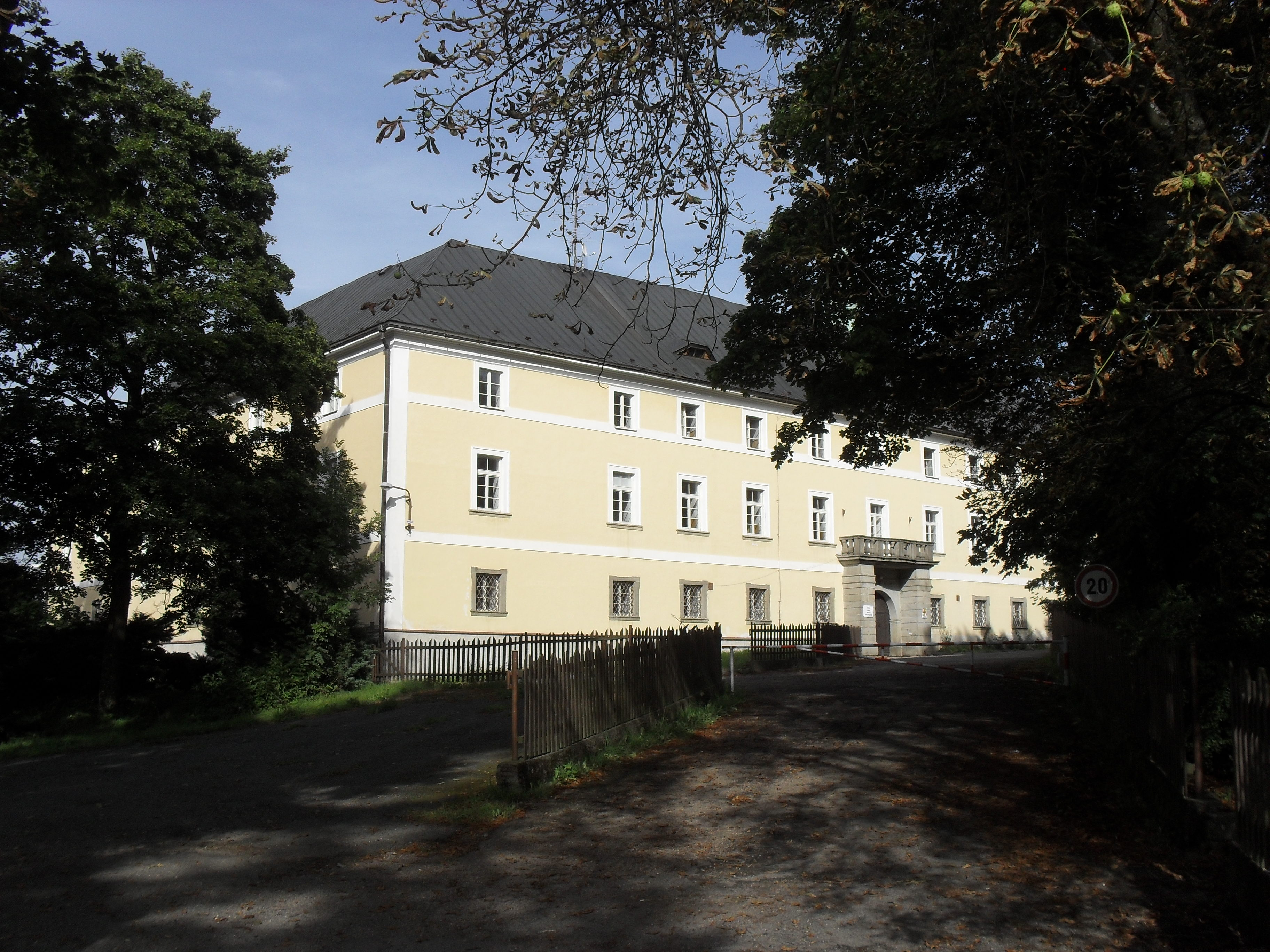
Schloss Oselce (Wosseletz), Tschechien
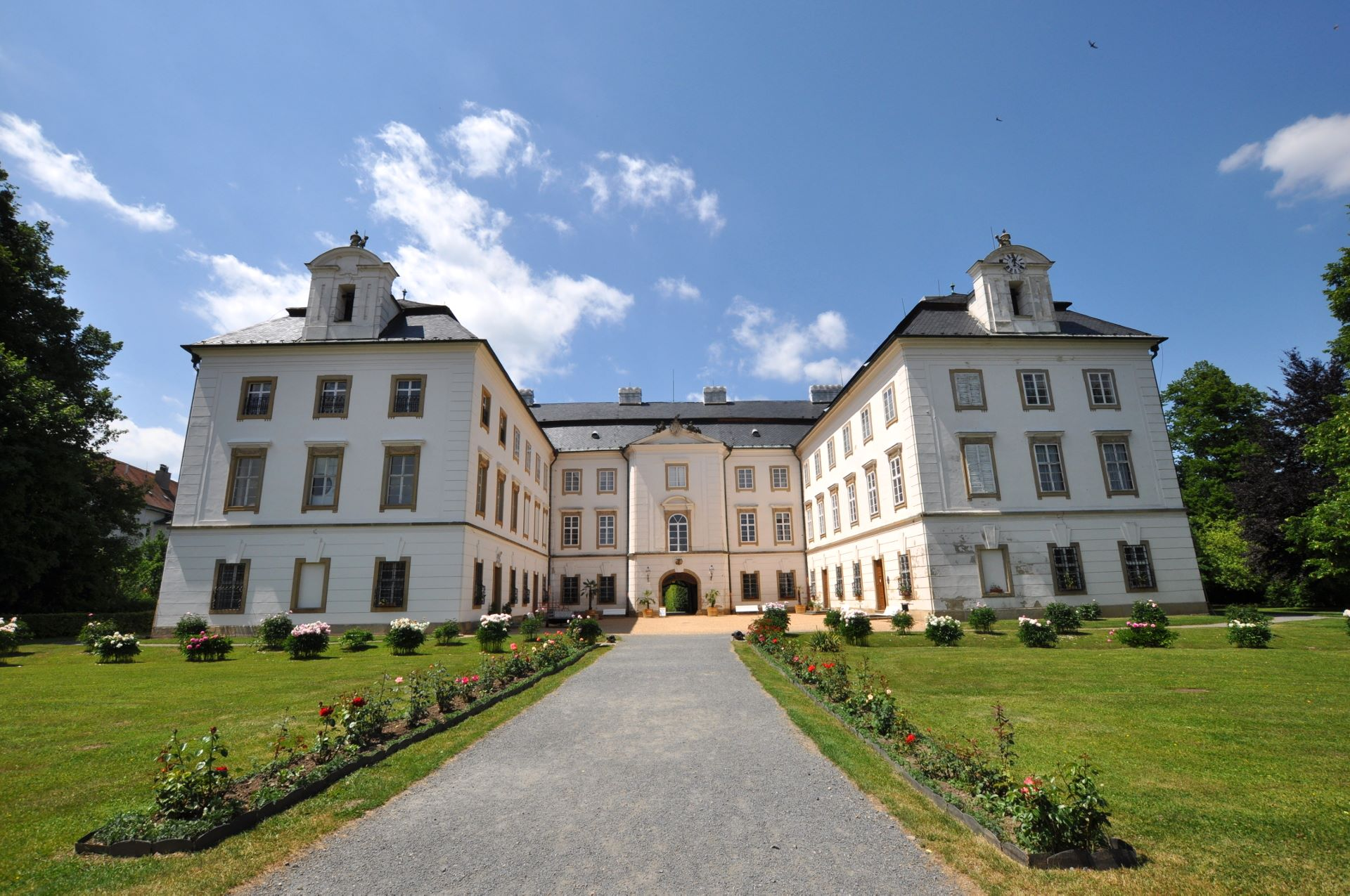
Schloss Vizovice, Tschechien
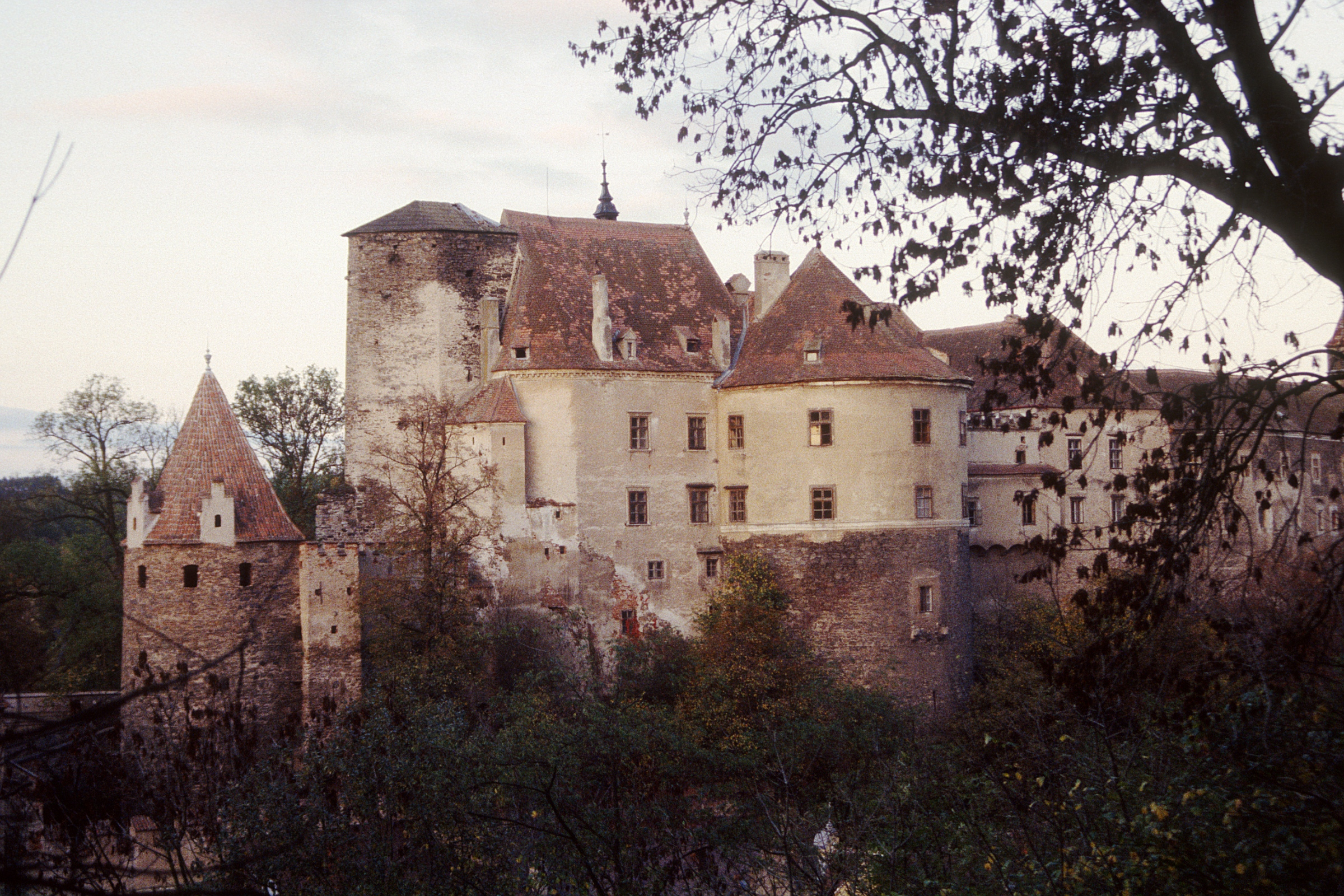
Burg Raabs an der Thaya, Niederösterreich
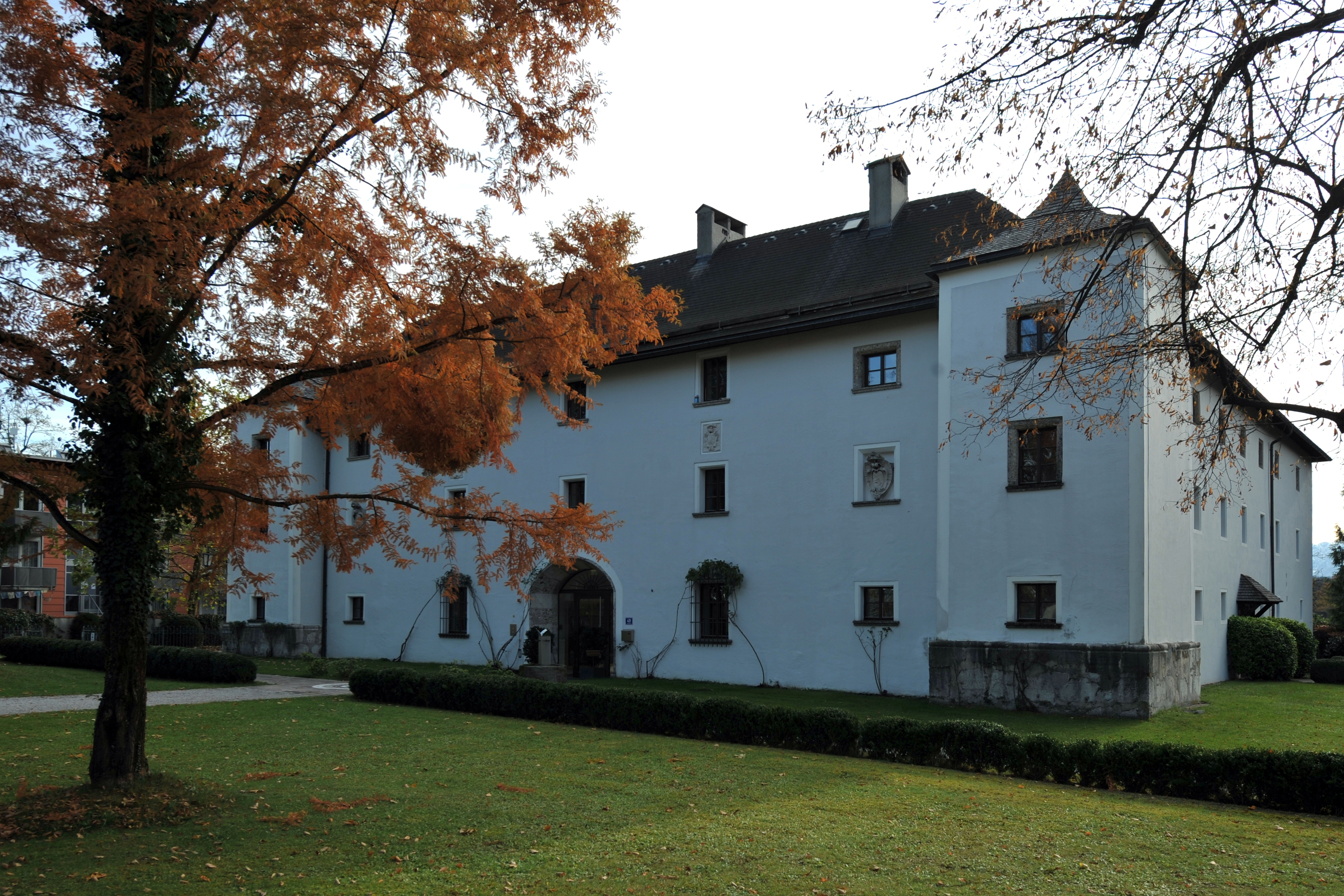
Schloss Rif, Salzburg

## Namensträger
- Alexander Graf von Boos zu Waldeck und Montfort (1874–1924), Oberstleutnant und einer der Begleiter Erzherzogs Franz Ferdinands während des Attentates von Sarajevo
- Franz Karl Ludwig von Boos zu Waldeck (um 1710–1776), Domdekan und Statthalter von Trier
- Casimir Friedrich Boos von Waldeck und Montfort (1724–1781), Landkomtur der Deutschordenskommende Trier von 1762 bis 1781
- Friedrich von Boos zu Waldeck und Montfort, Mitglied des Illuminatenordens (1779 erwähnt)
- Friedrich Karl von Boos zu Waldeck und Montfort (1749–1832), Kapitular und Domscholaster des Erzstifts Mainz, Kapitular des Ritterstifts St. Burkard zu Würzburg, kurfürstlicher Geheimrat und Jubelpriester
- Joseph von Boos zu Waldeck und Montfort (1798–1880), herzoglich-nassauischer Oberstleutnant und Stallmeister sowie Mitbegründer des „Mainzer Adelsvereins“
- Heinrich von Boos zu Waldeck und Montfort (1828–1910), Kammerherr mit Schwert und Mantel am päpstlichen Hof in Rom; 1859 Köln. cam.segt.sopr.
- Johann Friedrich Philipp von Boos zu Waldeck und Montfort (1749–1832), Kammerherr in Mainz, Mitglied des Illuminatenordens (Mitgliedsname Alcuinus)
- Carlotta von Boos-Waldeck geb. von Breidbach-Bürresheim (1838–1920), deutsche Hofdame, Portraitierte der Schönheitengalerie
- Reinhold Graf von Boos zu Waldeck (1876–1951), Dr.jur. nach 1918 Landesvizepräsident von Böhmen, um deutsch-tschechische Verständigung bemüht.
- Viktor Boos von Waldeck (1871– 24. Februar 1973), österr. Offizier, Flügeladjutant des Erzherzog Eugen, verstorben auf Schloss Hohenberg, Gemeinde Langgries
- Philipp Graf von Boos zu Waldeck und Montfort (1896–1968), Automobil- und Motorradrennfahrer
- Victor von Boos zu Waldeck und Montfort (1840–1916), böhmischer Komponist, Übersetzer und Mäzen, Ehrenritter des Deutschen Ritterordens, Schlossherr zu Woseletz (Oselce), Bezirk Strakonitz, Gründer des deutschen Nationalvereins in Pilsen.